# Hohtenn
Hohtenn est un village du canton du Valais en Suisse.

## Histoire

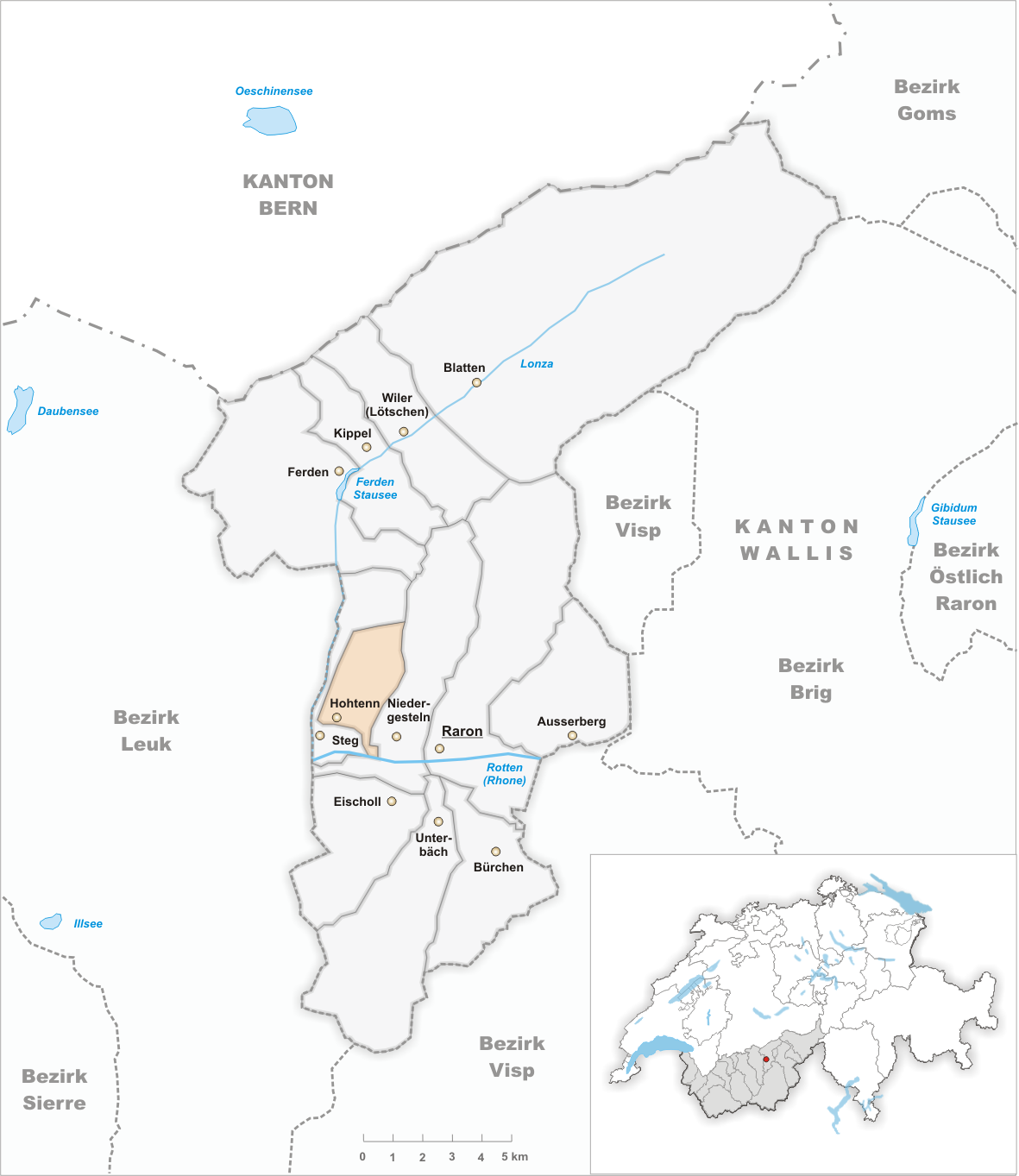
Localisation.

Commune autonome jusqu'au 1er janvier 2008, les habitants ont accepté à 81 % le 16 décembre 2007 la fusion avec la commune de Steg pour former celle de Steg-Hohtenn.

## Référence
1. ↑  Le Nouvelliste du 18 décembre 2007